# CARVIN
CARVIN（カーヴィン、カービン）は、業務用音響機器やアンプ、ギター/ベースを製造するアメリカ合衆国カリフォルニア州の楽器メーカー。

## 概要
Lowell Kieselが1946年にピックアップやアンプ、業務用音響機器などを製造する『L. C. Kiesel Company』を創業する。
1948年からアメリカ国内のフェンダーやマーティン、カール・ヘフナーなどの卸売を開始し、自社のピックアップを搭載したカール・ヘフナー製ボディやネックを組み立てたギターの販売も始める。
1949年にボールドウィン市に本社を移転したのを機に『Carvin』と社名を改名する。1975年、エスコンディード市に木材加工や楽器製造も行える大規模工場を建設し、自社の楽器ブランドを設立する。1995年にサンディエゴ市に工場を新設し本社も移転する。
2015年には子会社として新たに『Kiesel Guitars』が設立され、Carvinのギター・ベース部門が移設された。『Kiesel Guitars』ではCarvinとKieselの両ブランドが使用される。
2017年10月9日、Carvin Audioはサンディエゴ工場を閉鎖することを発表、70年以上に渡る歴史に幕を下ろした。

## 使用アーティスト
- フランク・ザッパ
- スティーヴ・ヴァイ
- アラン・ホールズワース
- フランク・ギャンバレ
- ジェイソン・ベッカー
- ケレン・マックグレガー（メンフィス・メイ・ファイヤー）
- マーク・オオクボ（ベール・オブ・マヤ）
- アーロン・パトリック （オール・ザット・リメインズ）

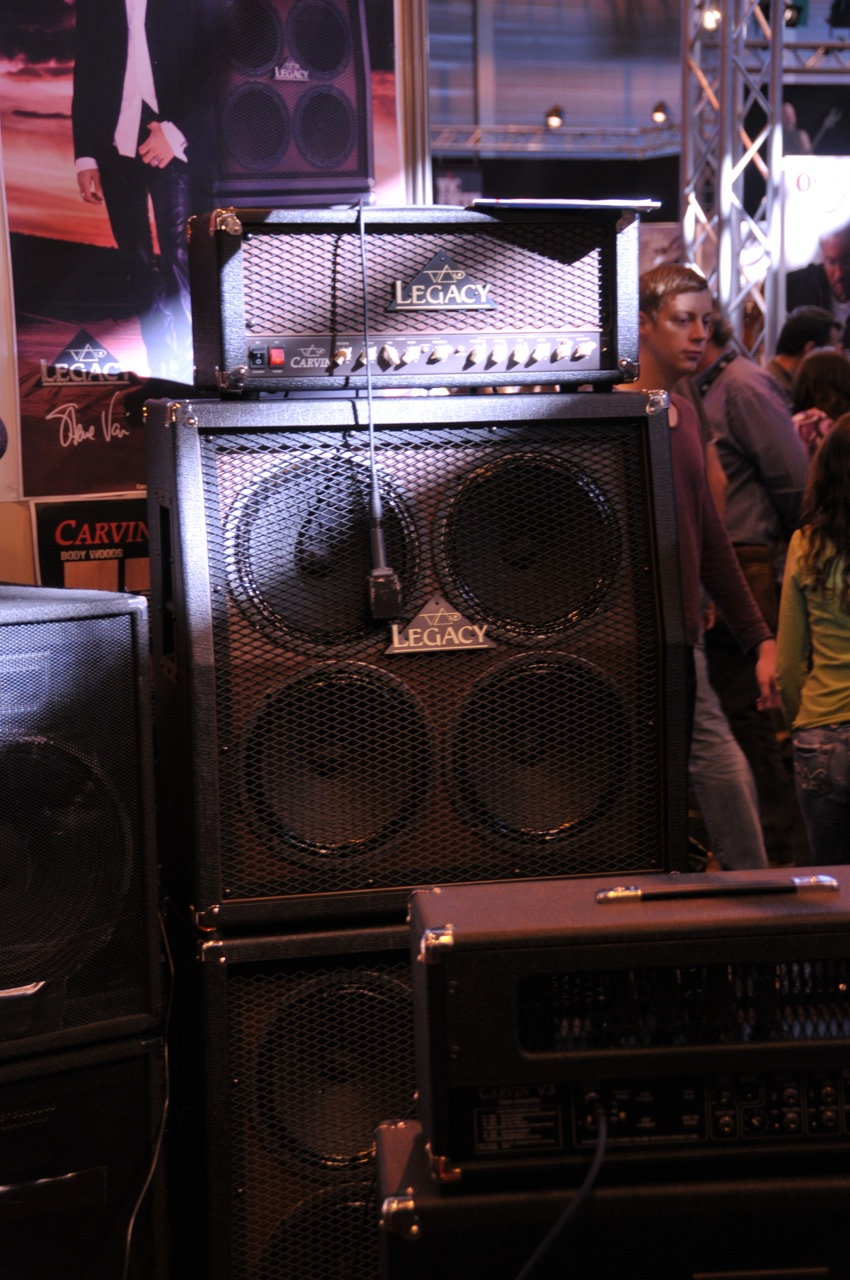
Legacy Stack
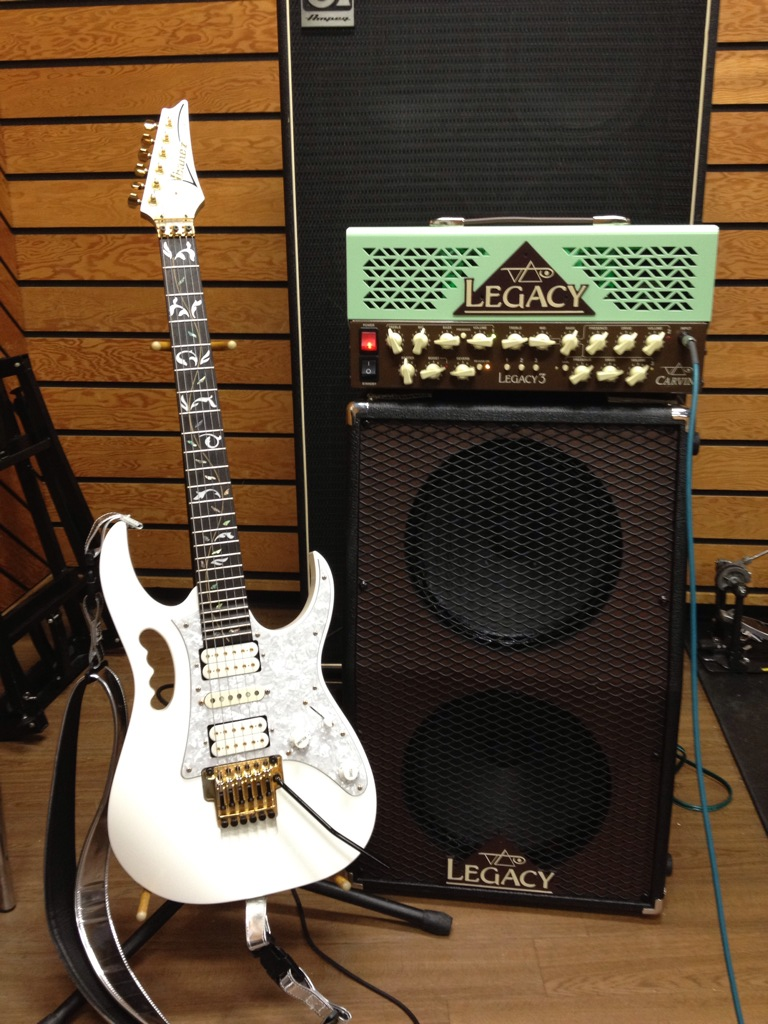
Legacy 3
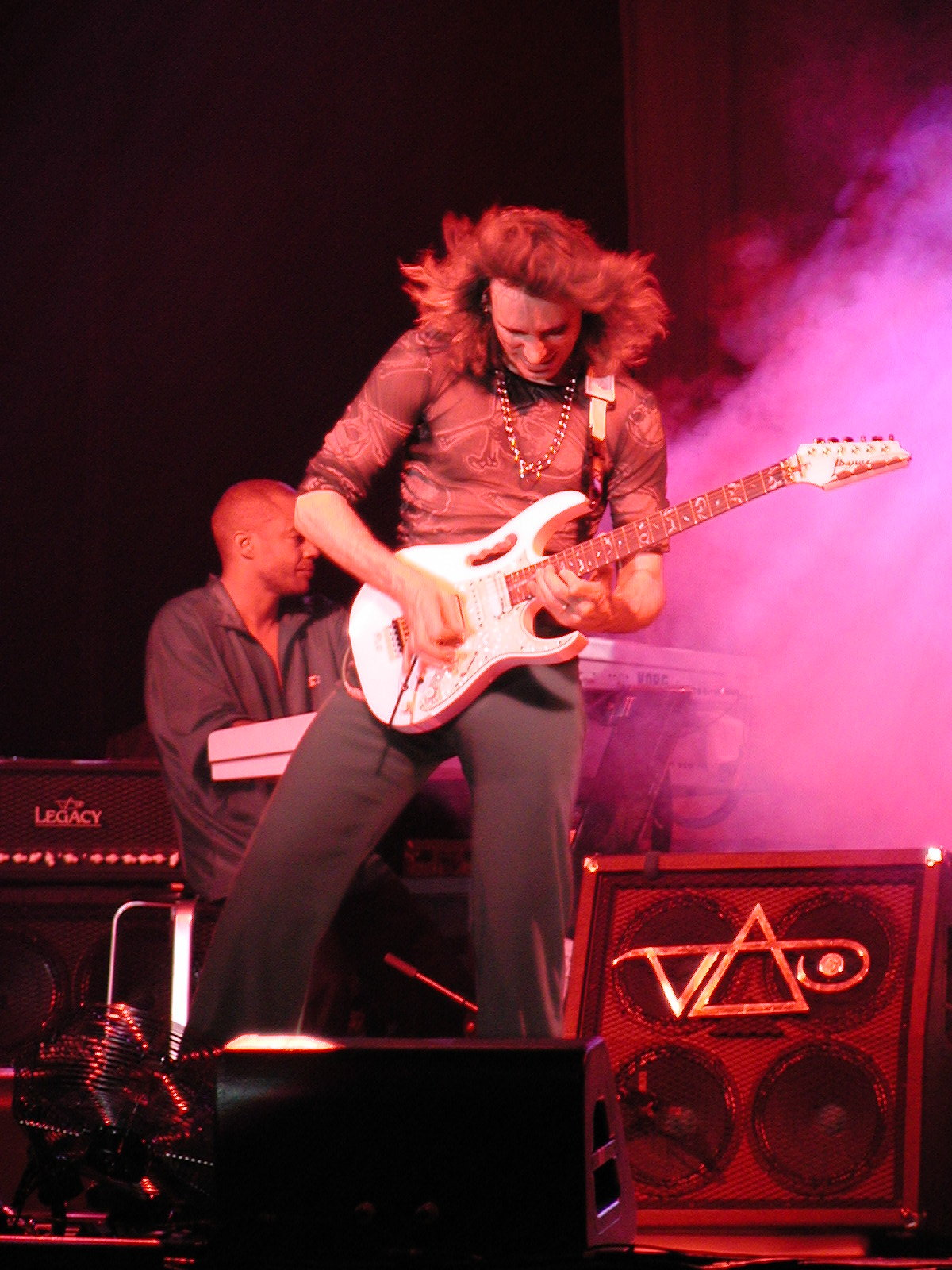
カービン製キャビネット